# John Elsworthy
John Elsworthy (* 26. Juli 1931 in Nant-y-derry; † 3. Mai 2009 in Ipswich) war ein walisischer Fußballspieler. Der groß gewachsene Außenläufer spielte von 1949 bis 1965 bei Ipswich Town und gewann dort 1962 die englische Meisterschaft. Er galt dabei aufgrund seiner körperlichen Robustheit und Zuverlässigkeit als einer der Schlüsselspieler auf dem Weg zum Erfolg und bestritt insgesamt fast 450 Pflichtspiele für den Verein.

## Sportlicher Werdegang
Der Waliser sammelte seine ersten fußballerischen Erfahrungen beim heimischen Newport County, bevor ihn der Wehrdienst in die englische Grafschaft Suffolk nach Mildenhall brachte. Dort wurde das Talent von Elsworthy, der auch gut im Cricket war (er absolvierte ein Probetraining in Glamorgan), entdeckt und so kam es, dass ihn der nahegelegene Drittligist Ipswich Town im Mai 1949 verpflichtete. Ursprünglich nur mit einem Amateurvertrag ausgestattet, spielte sich der groß gewachsene Neuzugang schnell in die Mannschaft, wenngleich das Debüt am 27. Dezember 1949 mit einer 0:4-Heimniederlage gegen Notts County gehörig misslang. In seinen ersten beiden Jahren war er nur teilweise verfügbar, da er parallel noch weiter den „National Service“ ableistete. In der Saison 1952/53 war er Stammspieler und auf der Position des Halbstürmers schoss er beeindruckende 18 Tore. Dem Klub war jedoch nur ein Platz im unteren Mittelfeld vergönnt, aber bereits im Jahr darauf schwang man sich zum Drittligameister auf, wodurch der Aufstieg in die Zweitklassigkeit sichergestellt wurde. In dieser Saison 1953/54 verpasste Elsworthy nur eine Partie, erzielte selbst jedoch nur zwei Treffer. Das Glück in der Second Division dauerte für Ipswich nur ein Jahr an und beim direkten Wiederabstieg kam Elsworthy nur selten zum Einsatz. 
Für die Neubelebung seiner Karriere sorgte dann der Trainerwechsel von Scott Duncan zu Alf Ramsey im Jahr 1955. Der spätere Weltmeistertrainer zog Elsworthy auf die Position des linken Außenläufers zurück und rasch zeigte sich, dass sich Elsworthy dort viel wohler fühlte. Der erneute Aufstiegsversuch unter Ramsey war zunächst noch nicht von Erfolg gekrönt, aber bereits im zweiten Jahr sicherte sich der Klub erneut die erneute Teilnahme am Spielbetrieb der Second Division. Elsworthy hatte sich dabei zu einem zentralen Element im Mittelfeld des Teams entwickelt. Er befand sich auf seinem sportlichen Höhepunkt und im Januar 1958 zeigte er im FA Cup gegen die Busby Babes von Manchester United (nur zwölf Tage vor der Flugzeugkatastrophe von München) trotz der 0:2-Niederlage eine weithin beachtete gute Leistung, da er sich besonders im Duell mit Duncan Edwards, der als vielleicht bester englischer Fußballer seiner Zeit galt, behauptete und das persönliche Duell Expertenmeinungen zufolge ausgeglichen gestaltete.
Kurz darauf erhielt er auch eine Nominierung in den vorläufigen walisischen Kader für die anstehende Weltmeisterschaft 1958 in Schweden. Da sich der Verband jedoch aus Kostengründen dazu entschloss, nicht mit dem vollständigen Personal anzureisen, blieb auch Elsworthy zuhause und in der Folgezeit blieb er ebenso ohne Länderspieleinsatz. Weitaus besser lief es im Verein und in einer immer stärker werdenden Ipswich-Mannschaft – angeführt von den Torjägern Ray Crawford und Ted Phillips – stieg auch Elsworthy 1961 in die höchste englische Spielklasse auf. Galt dies schon als eine Überraschung, so folgte bereits ein Jahr später eine Sensation, als Ipswich Town 1962 die englische Meisterschaft gewann. Elsworthy fehlte nur in einer einzigen Partie und galt oft als „Turm in der Schlacht“ – obwohl er oft unter Verletzungen zu kämpfen hatte; dazu zählte nach einer Beinverletzung ein potentiell lebensbedrohliches Blutgerinnsel.
Nächstes persönliches Highlight war für „Big John“, wie er aufgrund seiner hohen Physis und Einsatzbereitschaft genannt wurde, der 2:1-Rückspielsieg im Europapokal der Landesmeister gegen Inter Mailand, der jedoch wegen des 0:3 im Hinspiel nicht fürs Weiterkommen genügte. Anschließend ging seine Laufbahn langsam dem Ende entgegen. Dies wurde durch den sportlichen Niedergang seines Klubs begleitet, der nach dem Weggang von Ramsey unter Nachfolger Jackie Milburn mit dem Abstieg 1964 als Tabellenletzter einen Tiefpunkt hatte. Unter Milburns Nachfolger Bill McGarry fand der mittlerweile in die Jahre gekommene Elsworthy keinen Platz mehr im Team und so beendete dieser 1965 seine Karriere, wobei er bei in seinen drei letzten Auftritten das Team als Kapitän aufs Feld führte.
Nachdem er das Profigeschäft verlassen hatte, betrieb Elsworthy in Ipswich ein Gemüsegeschäft und später eine Poststelle. In seinen späteren Jahren litt er an der Alzheimer-Krankheit und im Alter von 77 Jahren verstarb er im Mai 2009.

## Titel/Auszeichnungen
- Englische Meisterschaft (1): 1962